# قره‌قشلاق (ورگهان)
قره‌قشلاق یکی از روستاهای استان آذربایجان شرقی است که در دهستان ورگهان بخش مرکزی شهرستان اهر واقع شده‌است.این روستا ۶۷ نفر جمعیت دارد.